# Hermann Mämpel
Hermann Mämpel (* 25. August 1866 in Ilmenau; † 18. Juli 1944 in Coburg) war ein deutscher Politiker (SPD).

## Leben
Hermann Mämpel wuchs elternlos in Ilmenau auf, wo er zunächst in einer Thermosflaschenfabrik arbeitete, ehe er in Gotha eine Buchbinderlehre absolvierte. Zur Ausübung des Berufes zog er nach Coburg. 1896 wurde Hermann Mämpel Angestellter bei Allgemeinen Ortskrankenkasse in Coburg. Es folgten 1914 die Beförderung zum Abteilungsvorsteher, 1920 zum Verwaltungsobersekretär und 1923 zum Verwaltungsinspektor. 1931 wurde der Kassenbeamte in den Ruhestand versetzt.

## Politik
Am 1. Juli 1893 trat Hermann Mämpel der Sozialdemokratischen Partei Deutschlands bei, für die er 1908 in den Coburger Landtag gewählt wurde und bis 1912 Abgeordneter war. Mit der Wahl zur Coburger Landesversammlung am 9. Februar 1919 wurde er deren Mitglied, der er bis zur Auflösung am 30. Juni 1920, nach der Vereinigung des Freistaats Coburg mit dem Freistaat Bayern, angehörte. Ab dem 19. März 1920 bis zum 1. Juli mit beratender Stimme, vertrat er das Coburger Land mit Johann Stegner und Hans Schack im bayerischen Landtag. Aufgrund der Nachwahlen zum Landtag im Coburger Land am 7. November 1920 wurde Franz Klingler sein Nachfolger. Von 1921 bis 1924 war er Mitglied des Coburger Stadtrates.

## Weblink
- Hermann Mämpel in der Parlamentsdatenbank des Hauses der Bayerischen Geschichte in der Bavariathek